# 카리브 제도

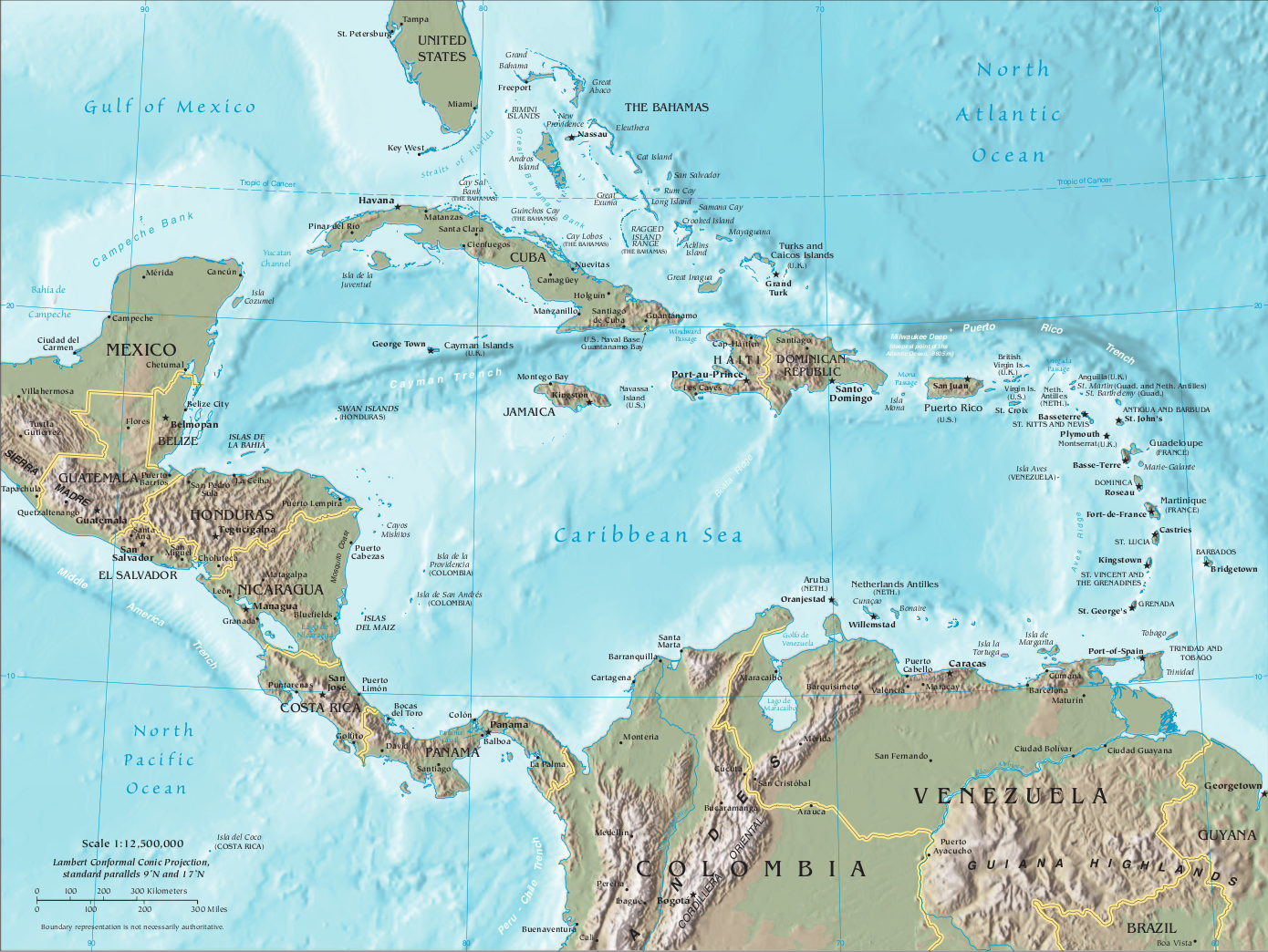
중앙아메리카와 카리브 해

카리브 제도(영어: Caribbean, 네덜란드어: Caraïben, 독일어: Karibik, 프랑스어: Caraïbes, 스페인어: Caribe, 포르투갈어: Caribe, Caraíbas)는 카리브해와 카리브해의 여러 섬, 그리고 주변 해안으로 구성된 지역을 말한다. 보통 지리적으로 북아메리카에, 문화적으로 라틴아메리카에 속하는 지역으로 분류된다. 북아메리카의 남동쪽, 남아메리카의 북쪽에 위치한다.
카리브판 위에 넓게 자리잡고 있으며, 700개 이상의 섬과 암초로 이루어져 있다. 서인도 제도(西印度 諸島)라고 불리는 이 섬들은 대개 카리브해 동부와 북부 가장자리 윤곽으로 화산호를 형성한다. 이 섬들이 서인도 제도로 불리는 이유는 1492년, 이곳에 상륙한 크리스토퍼 콜럼버스가 인도에 도착했다고 믿고 이러한 이름을 붙였기 때문이다.
이 섬들의 최남단에 자리잡은 트리니다드 토바고를 지나면 베네수엘라와도 연결되기 때문에 미국과 베네수엘라를 사이에 둔 군도이기도 하다.

## 지리
- 루케이언 제도
  -  바하마
  -  터크스 케이커스 제도
- 앤틸리스 제도
  - 대앤틸리스 제도
    -  자메이카
    -  쿠바
    - 히스파니올라섬
      -  도미니카 공화국
      -  아이티

    -  푸에르토리코 (미국의 자치령)
    -  케이맨 제도 (영국의 속령)

  - 소앤틸리스 제도
    -  미국령 버진아일랜드
    -  영국령 버진아일랜드
    -  앵귈라 ( 영국령)
    - 세인트마틴섬
      -  프랑스령 생마르탱
      -  신트마르턴 ( 네덜란드령)

    -  프랑스령 생바르텔레미 섬
    -  신트외스타티위스섬 ( 네덜란드령)
    -  세인트키츠 네비스
    -  앤티가 바부다
      - 레돈다섬 ( 앤티가 바부다령)

    -  프랑스령 과들루프
    -  몬트세랫 ( 영국령)
    -  도미니카 연방
    -  프랑스령 마르티니크
    -  세인트루시아
    -  바베이도스
    -  세인트빈센트 그레나딘
    -  그레나다
    -  아루바 ( 네덜란드령)
    -  보네르섬 ( 네덜란드령)
    -  사바섬 ( 네덜란드령)
    -  퀴라소 ( 네덜란드령)
    -  트리니다드 토바고

## 같이 보기
- 동인도 제도
- 베네수엘라